# Åke Abrahamsson
Åke Abrahamsson, född 27 oktober 1939, död 18 april 2006, var fil. dr i historia och antikvarie vid Stadsmuseet i Stockholm
Abrahamsson har bland annat skrivit om 1800-talspressen, hantverkarkulturen, den tidiga arbetarrörelsen, samhällssynen och bilden av Stockholm i konst och fotografi.
Abrahamsson var 1964–1967 musikansvarig på jazzklubben Gyllene Cirkeln, en period som han beskrivit i boken Den gyllene cirkeln-jazzen på 60-talet (2002). Han var även författare till boken Stockholm: en utopisk historia (2004).